# Tricotosa

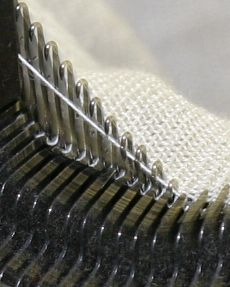
Una moderna màquina de teixir industrial en acció

Una màquina de teixir o tricotosa, és un dispositiu utilitzat per crear teixits de punt de manera semi o totalment automatitzada. Hi ha nombrosos tipus de màquines de teixir, que van des de simples plantilles de bobina o tauler sense peces mòbils fins a mecanismes molt complexos controlats per electrònica. Totes, però, produeixen diversos tipus de teixits de punt, generalment plans o tubulars, i de diferents graus de complexitat. Els punts de patró es poden seleccionar mitjançant la manipulació manual de les agulles, polsadors i dials, targetes perforades mecàniques o dispositius electrònics de lectura de patrons i ordinadors.

## Procés

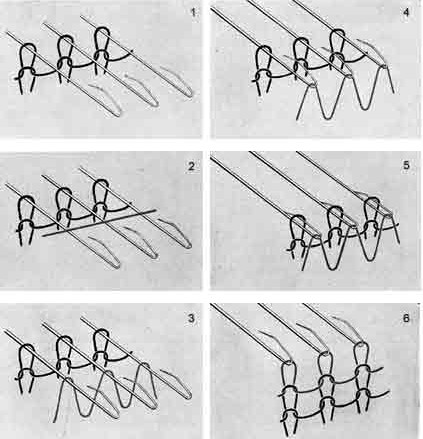
Les sis etapes del cicle de la màquina de teixir

Els primers marcs de mitges de llit pla tenien agulles amb barba d'acer baix en carboni on les puntes es reflectien i es podien enfonsar en un buit tancant el bucle. Les agulles es recolzaven en una barra d'agulles (llit) que passava cap endavant i cap enrere, cap a i des de l'operador. Les barbes eren deprimides simultàniament per una barra de premsa.
1. La barra de l'agulla va cap endavant; amb les agulles obertes
2. El fil de trama es col·loca sobre les agulles
3. El fil de trama cau fluix
4. La barra de l'agulla es retira, la trama s'estira amb les agulles obertes
5. La barra de l'agulla es retira, la barra del premsador cau, els bucles de l'agulla es tanquen i la trama s'estira cap enrere a través de la tela.
6. S'obren les agulles, s'ha afegit una nova fila a la xarxa que cau per gravetat

Aquest procés bàsic encara es pot reconèixer en totes les màquines, però s'ha anat perfeccionant a mesura que s'han anat incorporant noves tecnologies.

## Tipus

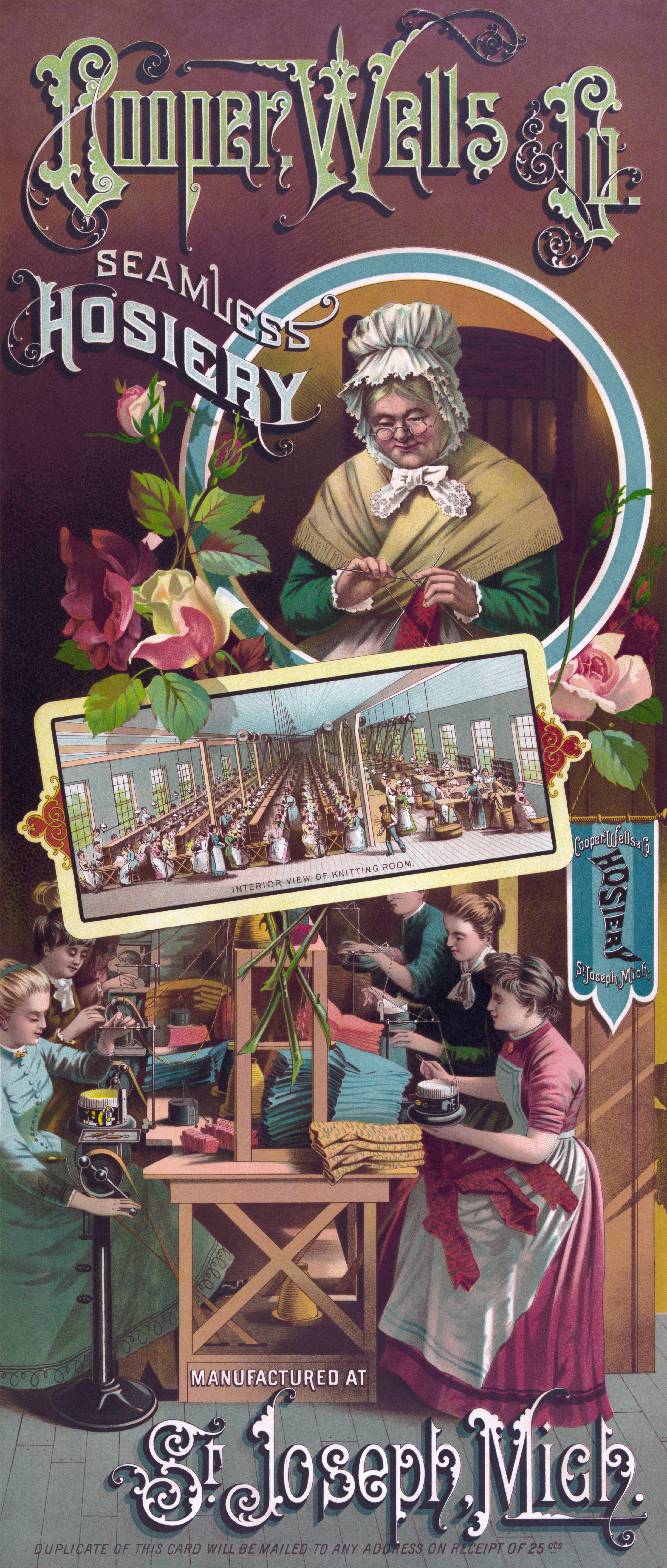
Anunci d'una empresa de mitges de finals del que representa el pis de la seva fàbrica amb treballadors amb màquines de teixir. Publicat el 1886.

Les màquines de teixir domèstiques utilitzen el mètode de teixit de trama que produeix un teixit semblant al teixit a mà. El teixir passa més ràpidament que el teixir a mà, on (normalment dues) agulles rectes es subjecten a la mà i cada punt es manipula individualment a través de la fila. Les màquines de teixir treballen tota una fila de bucles en un sol moviment.
Uns quants dispositius senzills permeten teixir sense agulles amb finalitats domèstiques. El més senzill d'ells és el teixit de bobina, seguit de les taules de teixir o els telers de teixir, que consisteixen en dues fileres de passadors muntats en dues fileres paral·leles a aproximadament 0,5 polzades (1,3 cm) de distància. El fil s'enrotlla al voltant de les agulles; diversos patrons de bobinatge produeixen diferents teixits de punt. A continuació, s'utilitza una agulla o una eina especial per transferir els bucles de fil al voltant de les agulles, ja sigui fora de les agulles o a altres agulles, per produir el teixit. Les taules de teixir poden produir dissenys complexos. Hi ha altres dispositius de teixir semi-mecànics disponibles.
Per produir articles de punt més grans i complexos, com ara peces de vestir, màquines domèstiques i industrials, amb llits plans o circulars, es necessiten teixits rectangulars o tubulars, respectivament. Les màquines de llit doble tenen dos llits plans l'un davant de l'altre, per tal de produir teixits de costella llisa i de revés, a més d'una varietat de patrons múltiples. Es poden afegir accessoris de nervadura a les màquines de llit individual per aconseguir un resultat similar.
Els models domèstics de finals del segle XX solen utilitzar fins a 200 agulles de ganxo per subjectar els punts en una agulla fina, estàndard, de calibre mitjà. Un carro o una caixa de lleves es fa passar pel llit d'agulles provocant els moviments de l'agulla necessaris per produir cada puntada. Mitjançant diversos mètodes de selecció, per exemple, targetes perforades, es pot fer que unes agulles concretes vagin per camins alternatius a través de la caixa de lleves. Així, les agulles teixiran o no, i les porcions de fil sense teixir es trobaran per sota o per sobre de l'agulla Les agulles es poden col·locar en posició de retenció per permetre la formació de fila curta. A les màquines modernes, els patrons es poden obtenir mitjançant control mecànic, utilitzant targetes perforades, o control electrònic, utilitzant programes informàtics per a la creació de patrons.

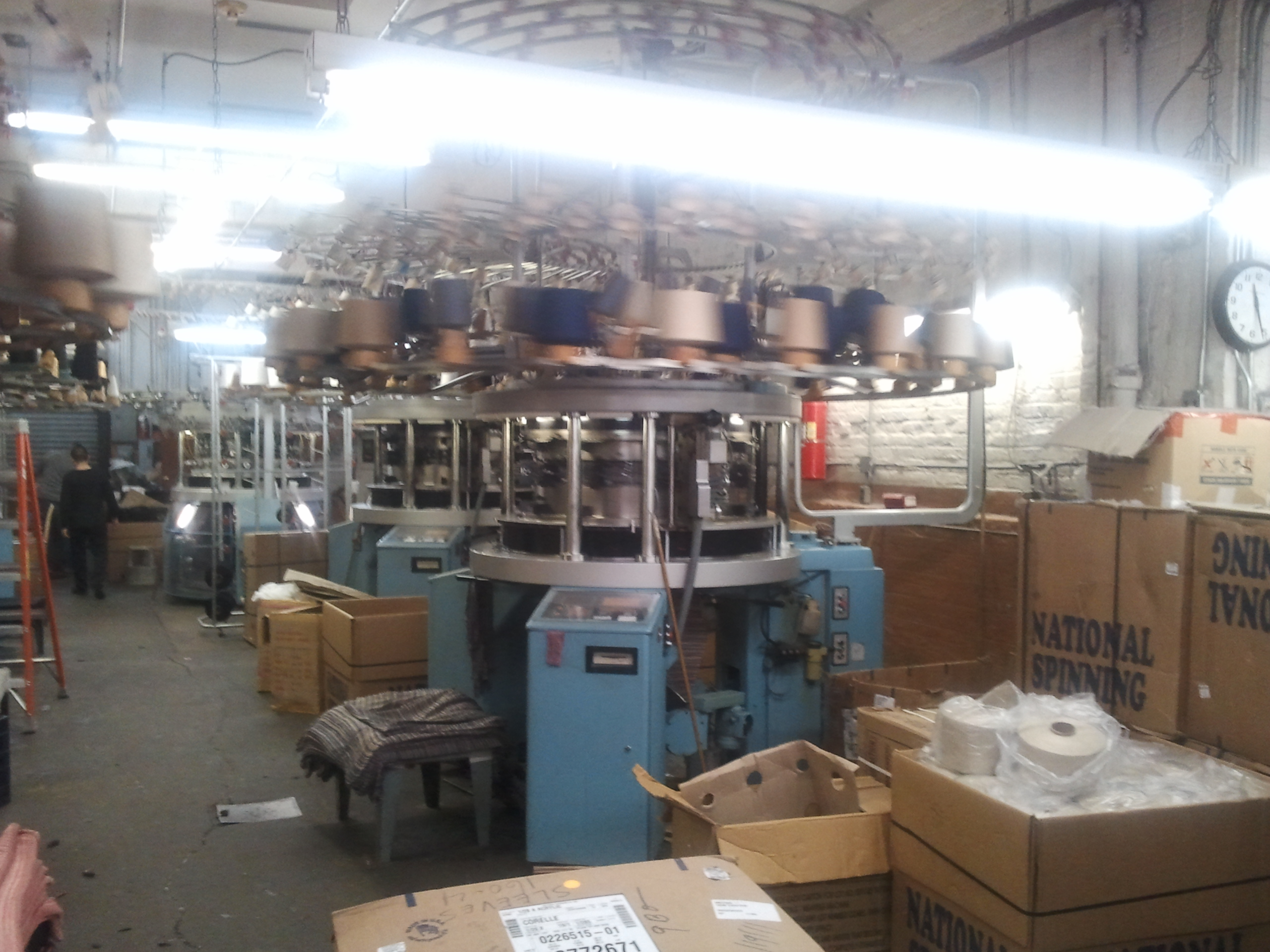
Màquines de teixir modernes (electròniques)

Les màquines automàtiques poden teixir patrons de dos colors automàticament i tenen característiques de patronatge de punt, com ara lliscar, enganxar i teixir. El teixit de punt es refereix a una tècnica en què un tros de fil separat, sovint més pesat que el teixit de punt, es porta i s'enganxa entre els punts per produir un efecte especial. Els models actuals de calibre estàndard tenen l'opció d'un carro d'encaix, on els punts es poden transferir d'una agulla a una altra. El fil passa per un mecanisme de tensió i baixa pel carro, que alimenta el fil a les agulles mentre teixeixen.
Les màquines de teixir V-bed consten de dos llits situats l'un davant de l'altre. S'anomenen llit davanter i llit posterior. Aquesta característica permet subjectar no només làmines sinó també tubs. Les màquines X-bed són la versió avançada de la màquina de teixir V-bed. Aquest tipus de màquina afegeix elements metàl·lics addicionals que s'anomenen ganxos de retenció. Aquests ganxos es troben a sobre de cada agulla tant per al llit davanter com per al llit posterior i només poden subjectar llaços. Si el llaç està subjecte al ganxo de retenció, l'agulla associada a ell no es pot utilitzar per realitzar cap operació.

## Galeria

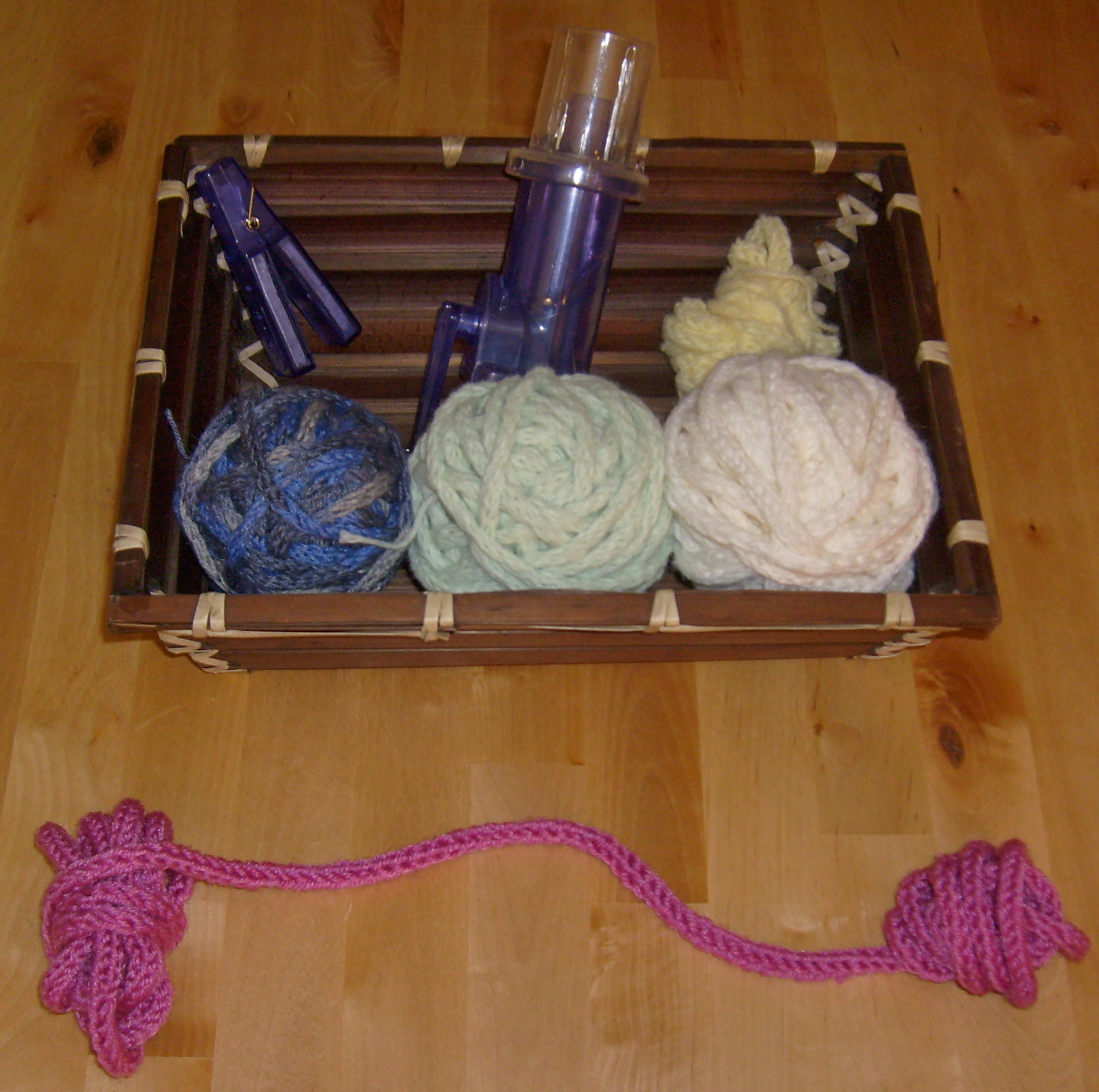
Una màquina de teixir de bobina manual funciona amb una manovella.
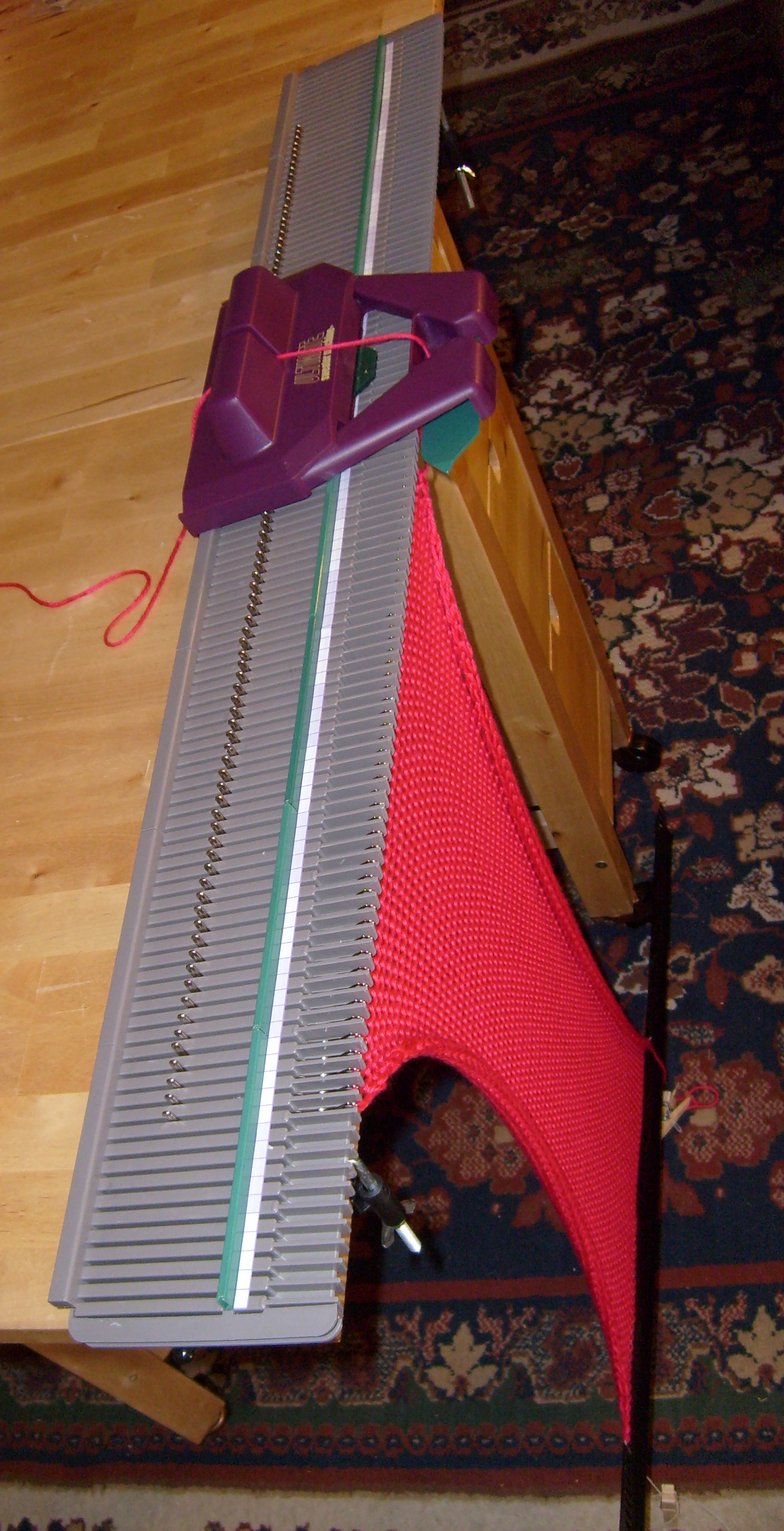
Una màquina de teixir plana domèstica
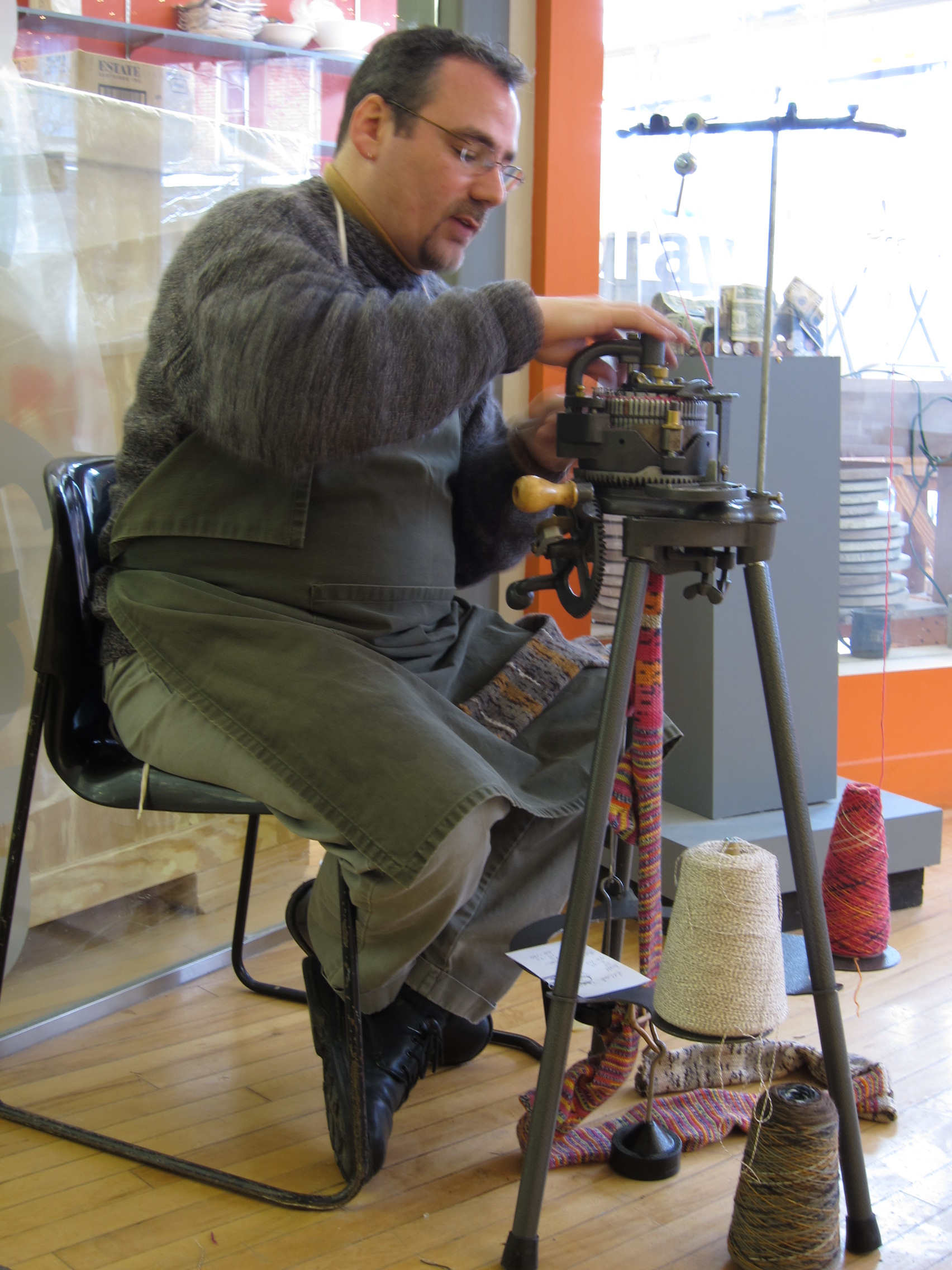
Una màquina de teixir mitjons en ús
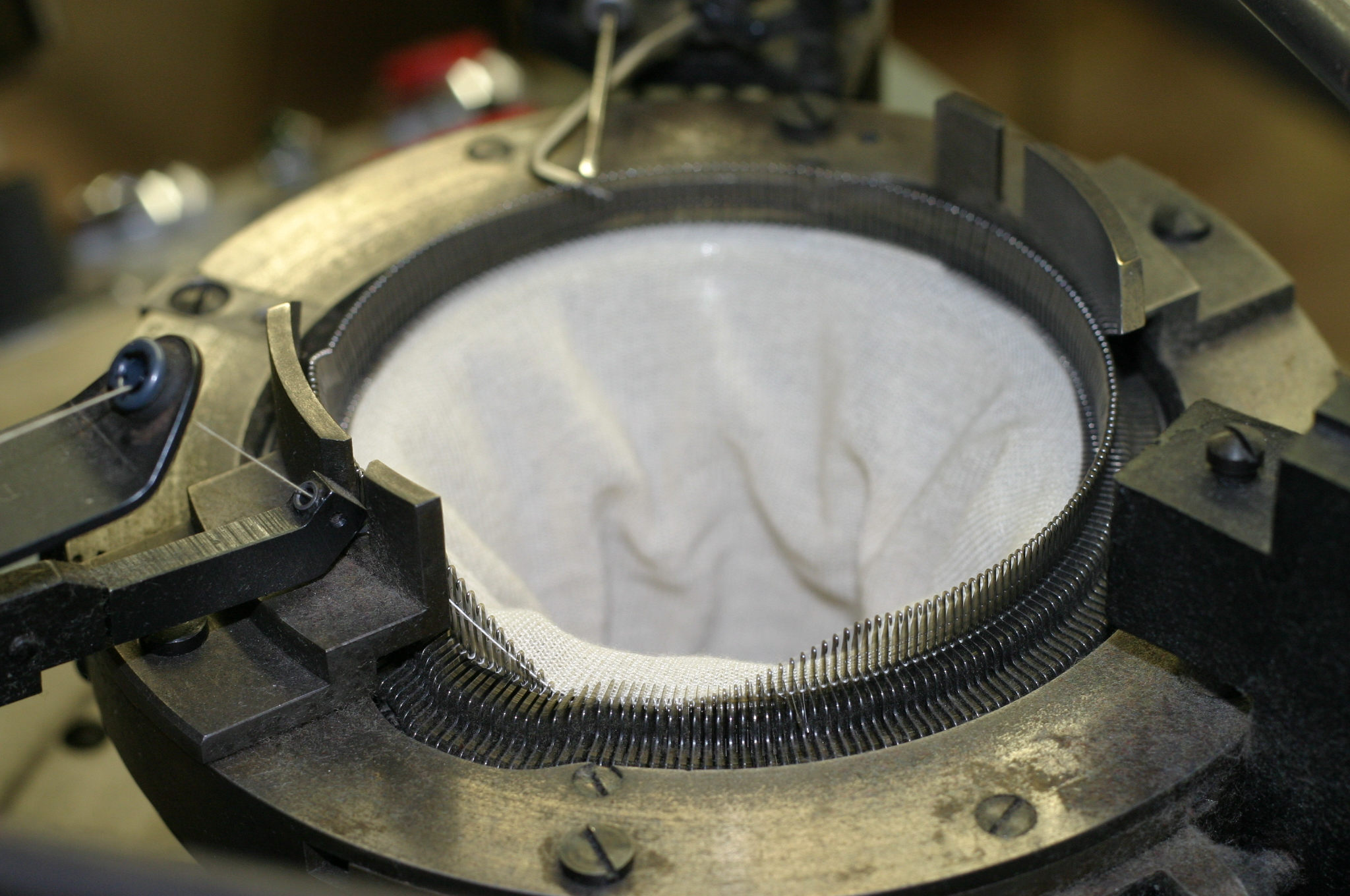
Una màquina de teixir circular